# Crotalus intermedius
Crotalus intermedius este o specie de șerpi din genul Crotalus, familia Viperidae, descrisă de Troschel 1865. A fost clasificată de IUCN ca specie cu risc scăzut.

## Subspecii
Această specie cuprinde următoarele subspecii:
- C. i. intermedius
- C. i. gloydi
- C. i. omiltemanus